# Liste des phares au Rhode Island

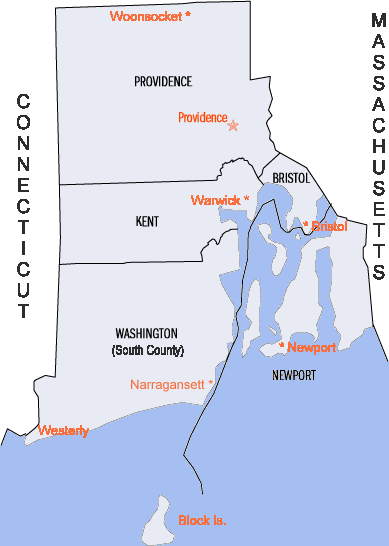
Carte de Rhode Island

Liste des phares au Rhode Island : Les aides à la navigation dans le Rhode Island sont gérées par le premier district de l' United States Coast Guard , mais la propriété (et parfois l’exploitation) de phares historiques a été transférée aux autorités et aux organisations de préservation locales.
Leur préservation est assurée par des sociétés locales de la American Lighthouse Foundation (en) et sont répertoriés au Registre national des lieux historiques (NRHP) (*).

## Comté de Providence

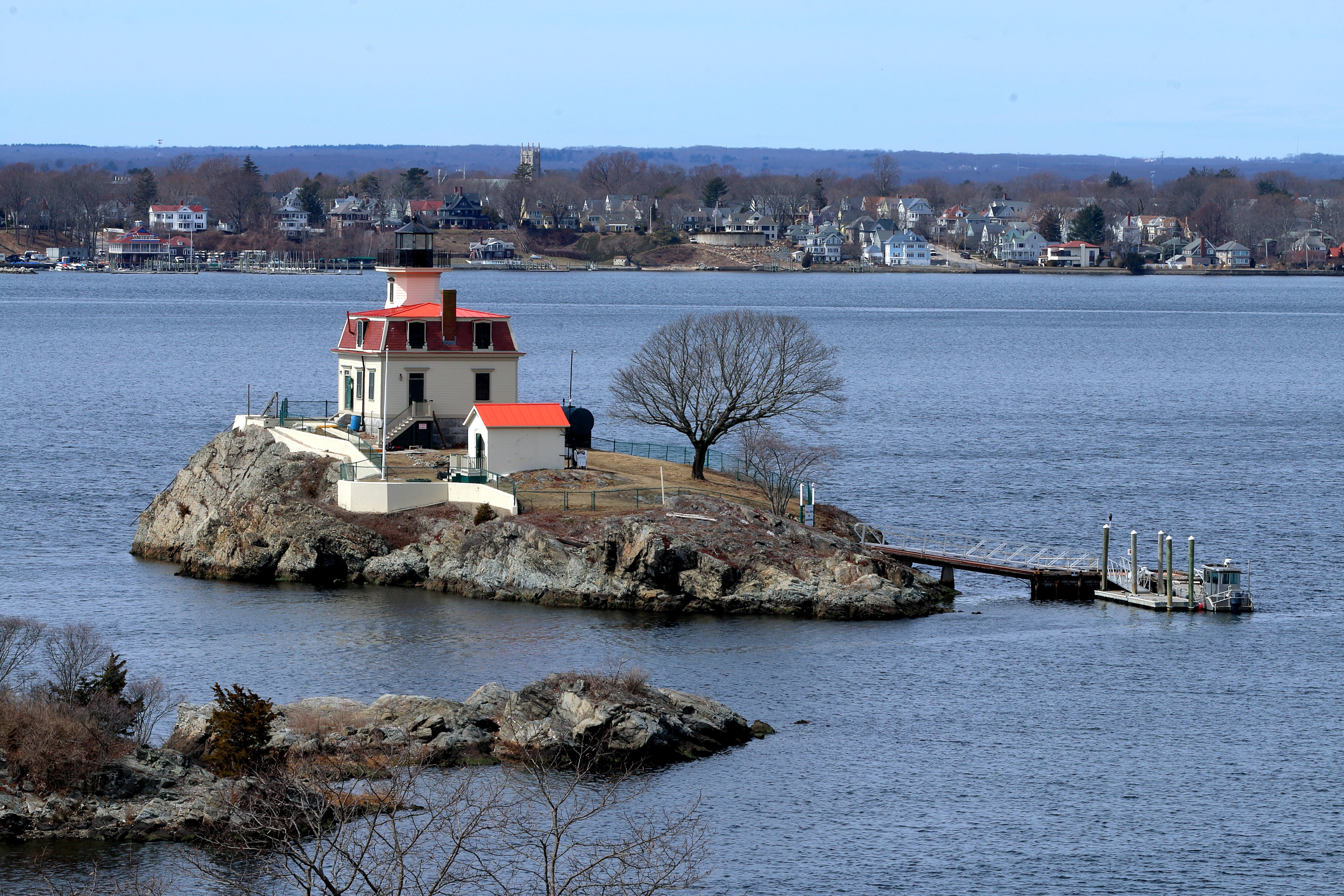
Pomham Rocks

- Phare de Sassafras Point (détruit)
- Phare de Fuller Rock
- Phare de Pomham Rocks *
- Phare de Sabin Point
- Phare de Bullock's Point

## Comté de Kent
- Phare de Conimicut *
- Phare de Warwick *

## Comté de Bristol
- Phare de Nayatt Point *
- Phare de Bristol Ferry *

## Comté de Newport

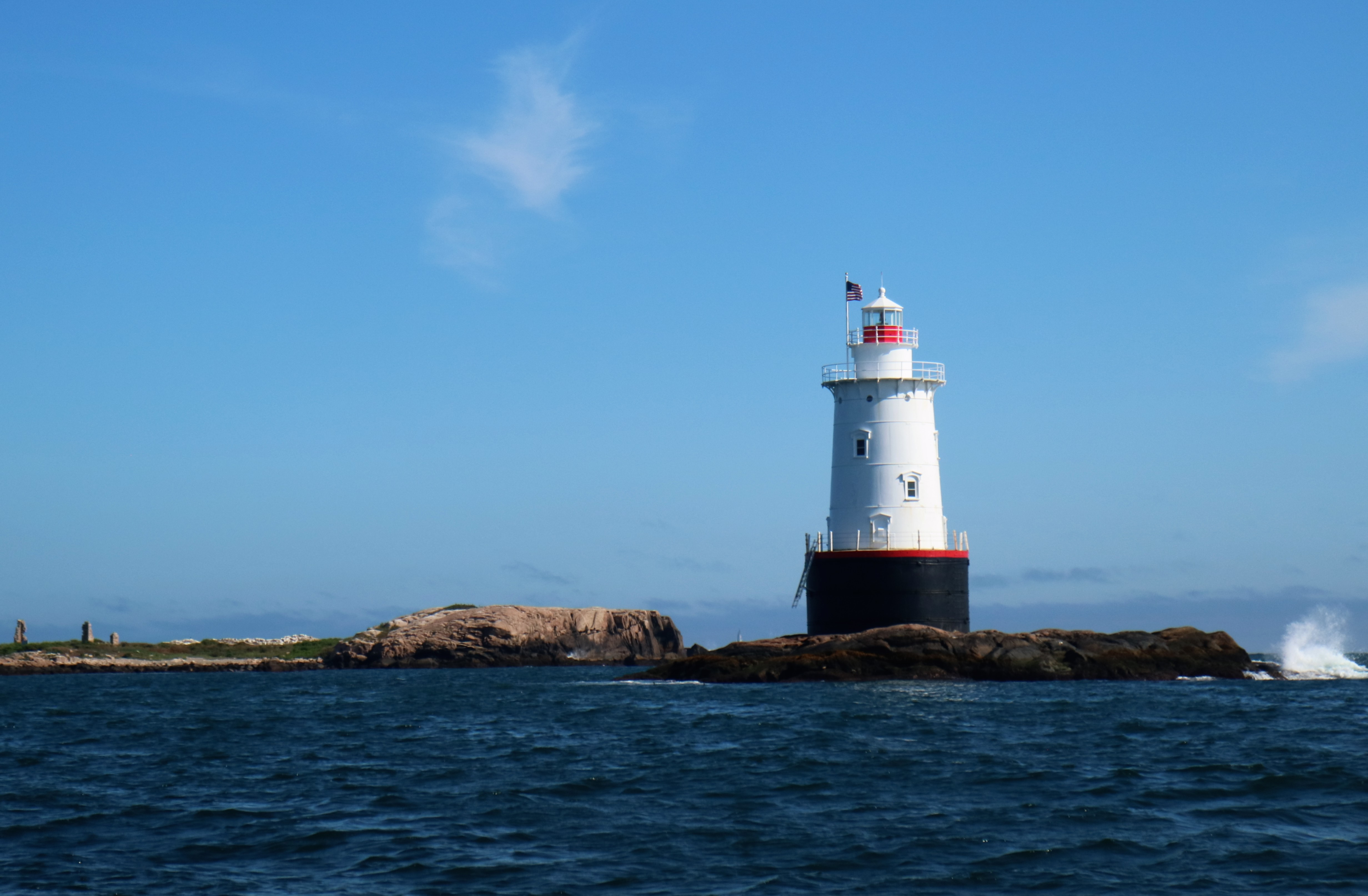
Sakonnet

| - Phare de Sakonnet * - Phare de Castle Hill * - Phare d'Ida Lewis * - Phare de Newport Harbor * - Phare de Rose Island * - Gull Rocks Light (en) | - Phare de Beavertail * - Phare de Dutch Island * - Phare de Conanicut * - Phare de Prudence Island * - Phare de Hog Island Shoal * - Phare de Musselbed Shoals |

## Comté de Washington
| - Phare de Wickford Harbor - Phare de Poplar Point * - Phare de Plum Beach * - Phare de Whale Rock - Phare de Point Judith * | - Phare nord de Block Island * - Phare sud-est de Block Island * - Phare de Whatch Hill - Brenton Reef Light (en) |